# Duke of Rutland

Wappen des Duke of Rutland

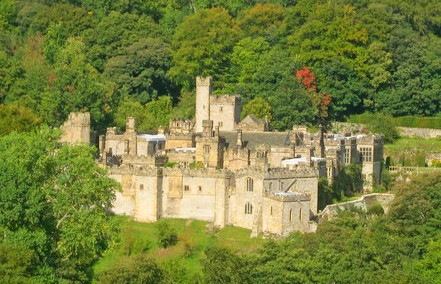
Haddon Hall, Derbyshire

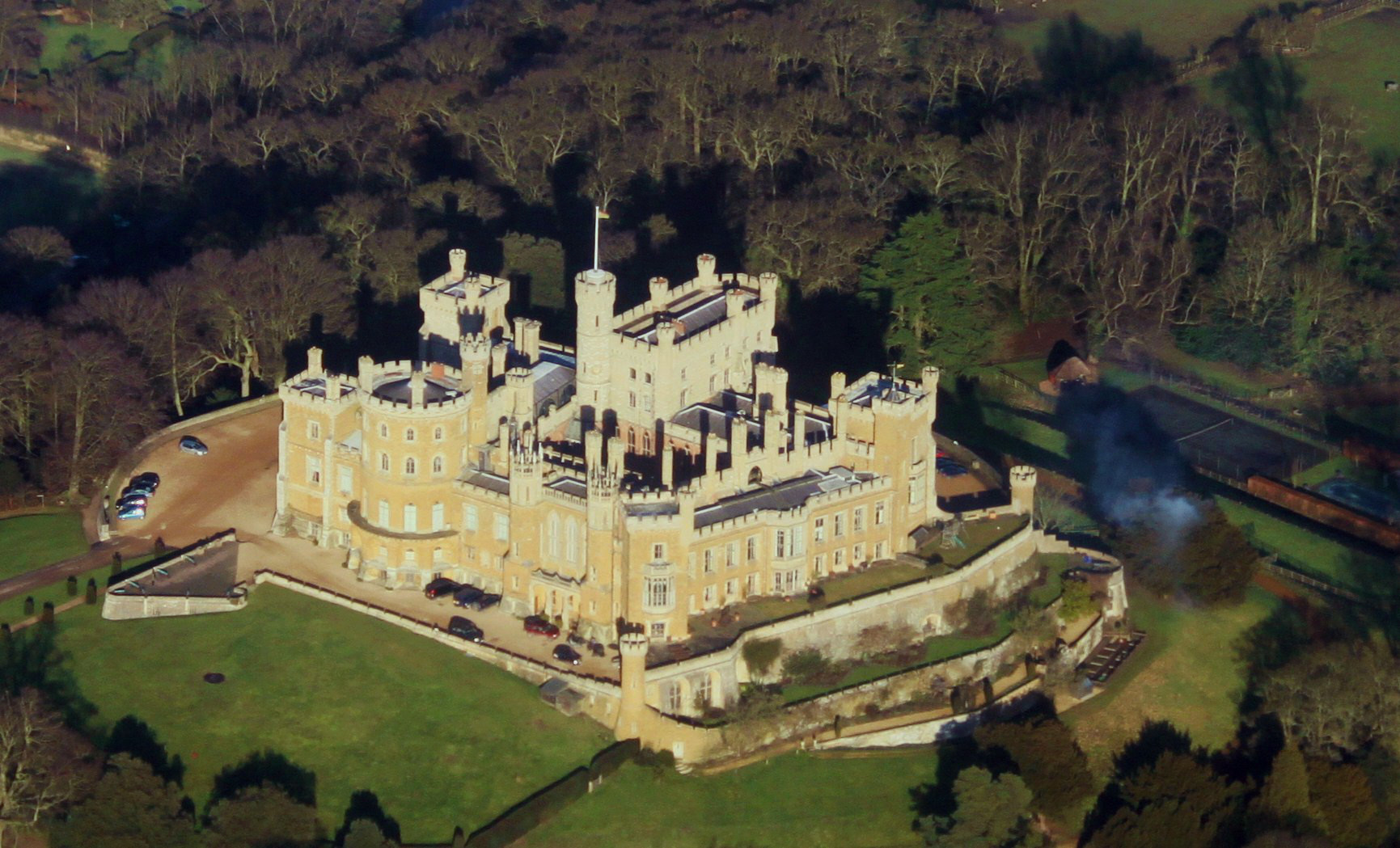
Belvoir Castle; Leicestershire

Duke of Rutland ist ein erblicher britischer Adelstitel in der Peerage of England. Der Titel ist nach der Region Rutland in England benannt und wird vom Oberhaupt der Familie Manners geführt.
Die Familiensitze sind Haddon Hall in Derbyshire und Belvoir Castle in Leicestershire.

## Verleihung und nachgeordnete Titel
Der Titel wurde am 29. März 1703 von Queen Anne für John Manners, 9. Earl of Rutland geschaffen. Zusammen mit dem Dukedom wurde ihm der nachgeordnete Titel Marquess of Granby verliehen. Er war am 30. April 1679 per Writ of Summons zum Baron Manners de Haddon erhoben worden und hatte am 29. September 1679 von seinem Vater den 1525 geschaffenen Titel Earl of Rutland geerbt.
Dem 7. Duke wurde am 17. Juni 1896 in der Peerage of the United Kingdom der Titel Baron Roos of Belvoir, of Belvoir in the County of Leicester, verliehen.
Der älteste Sohn des jeweiligen Dukes führt als voraussichtlicher Titelerbe (Heir apparent) den Höflichkeitstitel Marquess of Granby.

## Dukes of Rutland (1703)
- John Manners, 1. Duke of Rutland (1638–1711)
- John Manners, 2. Duke of Rutland (1676–1721)
- John Manners, 3. Duke of Rutland (1696–1779)
- Charles Manners, 4. Duke of Rutland (1754–1787)
- John Manners, 5. Duke of Rutland (1778–1857)
- Charles Manners, 6. Duke of Rutland (1815–1888)
- John Manners, 7. Duke of Rutland (1818–1906)
- Henry Manners, 8. Duke of Rutland (1852–1925)
- John Manners, 9. Duke of Rutland (1886–1940)
- Charles Manners, 10. Duke of Rutland (1919–1999)
- David Manners, 11. Duke of Rutland (* 1959)

Heir apparent ist der älteste Sohn des aktuellen Titelinhabers Charles Manners, Marquess of Granby (* 1999).